# 大專程度義務役預備軍士官考試
大專程度義務役預備軍官士官考試，簡稱「預官預士考試」，是中華民國政府依照軍官士官服役條例所實行的服役方式，主管機關為國防部，開放予合乎標準且尚未服義務役的男子，錄取者受訓及格後，在服役時任少尉預備軍官、下士預備士官。軍官、士官役男具備現役軍人身分，受軍法管制；退伍後身分為後備役軍官、士官，依法接受各軍種國防主管機關實行召集，一般來說海洋委員會海巡署（前身為行政院海岸巡防署）預官在退伍後，改列為陸軍召集。

## 創設構想
中華民國預官制度之實施，可依發展過程分為舊制與新制兩種。自民國四十一年起，為因應世局與反攻作戰需要，乃普遍徵訓應屆大專畢業生為預官，此種徵訓制度稱為「舊制大專預官教育」。後來由於大專學生畢業後不經甄選即全部為預官，使預官難以保持一定水準，且就國民兵役義務而言，亦似予大專畢業生較大的優待；因此民國五十五年(1966)乃由國防部、教育部、內政部會銜公布〔大專軍訓及預官制度改進方案〕，停止普遍徵訓大專畢業學生為預官，並自五十八年起開始實施按軍事需要志願考選，此種考選制度稱「新制大專預官教育」。
假使中華民國國軍的基層幹部若有不足，可能使部隊順利正常運作大打折扣，故每年各類軍事學校班隊所培養的志願役幹部，當沒能夠補足部隊所需缺額時，其缺額之職位就由「預官考試」來補足。中華民國政府在2000年代以前原本僅有招考義務役預備軍官，至於諸如政戰士（中士）、大專預士（下士）等，則由入伍後，由部隊選擇優秀士兵送各兵科學校受訓並授階再下部隊，但因實施精進士官制度，隨即而來的精實案把軍隊規模的調整縮編，又將所需的員額重新整體規畫後，所以2002年時中華民國國防部開始招考義務役大專預備士官，由於義務役預備軍官缺額並不甚多，錄取人數通常寥寥可數難度甚高，遂予兩者考試合併使人力運用更靈活。

## 考試資格
- 體格：合於「體位區分標準」之常備役體位者，但憲兵官科有額外規定。

- 在校成績：大學、專科以上學校，採計4門軍訓課成績[1]，成績需平均70分以上。

- 曾經判處有期徒刑以上之刑罰[2]，受保安處分、管訓、強制戒治、觀察勒戒裁判確定者，不得報考。

- 中國大陸人士必須在臺設籍滿20年、港澳來臺人士則需設籍滿10年以上。

- 同時具外國國籍者錄取「預官預士考試」後，比照公務員身份，應於入營前放棄外國國籍。

- 當然預官：只要有博士學歷，並符合體格、軍訓成績等標準，可以免試，以申請方式成為預備軍官，稱之「當然預官」。[3]

## 考試科目
- 共同科目[4]：
  - 國文：包含孫子兵法、中華文化基本教材、國學概論、中國文學史、中國哲學史、公文作法、應用文作法、名家著作選讀等。
  - 英文：單字測驗、文法測驗、閱讀測驗、迪克森片語、英文軍事用語、時事英文等。
  - 憲法與立國精神：因包含各種常識，俗稱「常識科」，包含中華民國憲法、國父思想、三民主義、歷史常識、地理常識、法律常識、公民教育常識、世界情勢時事、各國國防政策、社會學、軍事思想史、各年度國防報告書等。
  - 計算機概論：計算機簡介、數位資料表示法、程式語言、演算法、作業系統、網際網路、電子商務、行動通訊、人工智慧、多媒體簡介等。
- 智力測驗。八大題型，分別是「重組」、「數的能力」（拆兩大題）、「語文推理」、「數系」、「空間關係」、「分析推理」、「圖形推理」、「文法運用」。

### 配分與計分
- 共同科目每科配分為100分，每科題數均為40題測驗題（每題2.5分），總分共計400分。
- 智力測驗滿分為145分（早年為180分），以100分為及格；智力測驗不及格者，不予錄取。
- 計分方式：測驗試題採用選擇題，每題有四個選項，單一答案，計分不倒扣，計分方式:類積計分共120題，非題題等分，考試時間為50分鐘。

## 專長類別
- 通用官科：俗稱「一般科」、「兩個F」[5]，包括步兵、憲兵（身高168公分以上）、政戰。各系、所皆可報考。

- 特種官科：有特殊學歷者，按在校所學的系所、專長類別，選填官科。如醫學系可報考軍醫官、化學系所者可報考化學預官、法律系所者可報考軍法預官（非職司檢察審判之軍法官）、財經系所者可報考財務預官等。

- 國防役：全稱國防工業訓儲預備軍（士）官。也是預官預士的一種，一般必須參與預官考試。目前已無此類役別，現為研發替代役取代。

## 役期
役期：預官、預士入伍訓、分科教育、任官服務（俗稱「下部隊」）時間，自入伍日至退伍日共1年，可依照大專、高中軍訓折抵30日役期，實服兵役十一個月。

## 基本訓練
- 第一階段為入伍訓（相當於新兵訓練），預官為期56天，預士為期37天，在新兵訓練中心受訓[7]，此時為入伍生，無階級。預官入伍生薪餉比照上等兵，預士入伍生薪餉比照二等兵。

- 第二階段為分科教育（專業訓），預官依照兵科、分發單位，訓期2個月到5個月不等，預士則受訓5週以上，在各兵科學校受訓或訓練所受科目專長訓，此時階級為學生或二等兵。預官學生薪餉比照中士，預士學生薪餉比照二等兵。

- 前兩階段通過之後，預官授予少尉軍階（實際上同梯次預官統一於專長訓第10週任官授階。訓期較長的官科，以「少尉學員」身份繼續受訓），預士授予下士軍階，至部隊服務（俗稱「下部隊」）。

- 醫療、牙醫官科預官在聯合後勤學校衛勤分部受訓5週後，便到服役單位服務。到部時以「預官見習生」身份實習，直到同梯次預官統一任官當日，正式升為少尉。

## 軍種抽籤
- 若役男於預官考選前抽過軍種籤，考上後則以「預官預士考試」的官科為主，之前義務役常備兵軍種籤自動作廢。任官前退訓者，依原軍種籤徵集入營。

- 役男在預官預士入伍後，在入伍訓的第二週後實施抽軍種籤（陸、海、空三軍，聯勤、後備、海巡等三支部隊，以及國防部各種中央單位），憲兵官科則不需抽軍種籤[8]但必須抽單位及職位籤，海巡結訓後則由海巡署管轄，獨立於國防部。入伍訓的第三或四週抽單位籤（即軍種以下的各駐守單位），分科訓結束後抽職位籤（決定職務），大部分的預士會以戶籍地為主，預官則不一定[9]。

## 軍種及官科
- 中華民國陸軍官科（步兵官科、砲兵官科、裝甲兵官科、化學官科、運輸官科、工兵官科、兵工官科、測量官科、通資電（通訊、資訊、電子）官科、政戰官科、財務官科、經理官科、行政官科、軍法官科、軍醫官科等）。
  - 憲兵官科依法屬於陸軍軍種，但僅憲兵指揮部有該官科[10]。

- 中華民國海軍官科（工兵官科、測量官科、補給官科、通資電官科、政戰官科、行政官科、軍醫官科、軍法官科、財勤官科、陸戰官科等）
  - 海軍陸戰隊，屬於中華民國海軍，是「海軍的步兵官科」，亦即步兵抽軍種籤時，抽到海軍軍種，就是海軍陸戰隊一員。

- 中華民國空軍官科（不分官科，依專長或抽籤分配）

- 行政院海巡署海岸巡防總局（2018年改制為海洋委員會海巡署金馬澎分署和海洋委員會海巡署偵防分署）亦有預備軍官的需求[11]，大多為步兵官科、運輸官科、經理官科、財務官科、行政官科、軍醫官科、軍法官科、通資電官科等，退伍時依照原軍種官科頒發退伍令。

- 過去的預備軍官會有部份人員支援替代役，作為替代役訓練班的「區隊長」（排長）或「副中隊長」（副連長），而被稱統為「軍職幹部」。退伍時仍依照原軍種官科頒發退伍令。但如今「區隊長」由受過替代役訓練班自辦幹訓的替代役男擔任；而「副中隊長」則以半年為一期，向國防部借調志願役中尉來擔任。

## 待遇

### 受訓期
- 服裝、膳宿由收訓單位供給，圖書、文具、設備、儀器等酌由收訓單位供給。

- 薪津：
  - 預備軍官入伍訓期間稱為「預官入伍生」，不設軍階，但比照上等兵薪餉，月領新臺幣7,210元；分科訓期間亦無階級，稱為「預官學生」，俸祿比照中士，月領8,095元。
  - 預備士官入伍及分科訓期間，均領用二等兵薪水，月領6,070元。

### 服務期
- 錄取「預官、預士考試」人員，在完成入伍訓、分科訓就會授階任官[12]，並以中華民國預備軍官少尉任用、中華民國預備士官下士任用，分發至部隊服務（俗稱「下部隊」），退伍後轉為後備役軍官、後備役士官。

- 少尉俸給新臺幣16,505元；下士俸給新臺幣12,450元。[13]

- 軍需服裝、配品由政府供給配發。

- 本人享有軍中優惠儲蓄及其他娛樂等優待及撫卹、保險、醫療等各法定保障權益。

- 累滿三大功可獲頒獎章或獎狀。

## 註解
1. ↑  一般情況是，基本軍訓2學期，進階軍訓2學期，或稱「國防通識」
2. ↑  含緩刑與易科罰金
3. ↑  1996年以前，僅須有碩士學歷。
4. ↑  早期共同科目只有國文、英文、三民主義（或「國父思想」）。依照各官科類組加考「組別科目」。甲組-物理學，乙組-中國歷史（中國近代史、現代史），丙組-基本電學，丁組-微積分，戊組-生理學。
5. ↑  在預官志願選填表上，通用官科代號為FF
6. ↑  2005年以前入學高中者，2006年起適用新規，不折抵
7. ↑  多半是後備司令部各旅，如宜蘭金六結中心、新竹關西中心、苗栗斗煥坪中心、臺中成功嶺中心、嘉義中坑中心、臺南大內中心、高雄左營中心、屏東龍泉中心等地。
8. ↑  事實上，仍會隨同梯次預官預士入伍生，進行抽籤儀式。但所有的籤牌，均對應到「憲兵司令部」
9. ↑  預士抽籤，大多是「戶籍地抽籤」
10. ↑  不需抽軍種籤，但必須抽單位和職位籤 另外內部還設「憲兵官」一職僅限憲兵兵科獨有內部叫「兵官）
11. ↑  法理上，行政院海巡署為與中華民國國防部平級之公家機關，國防部主要派遣陸軍預備軍官支援，故海巡之少尉預官，多半是中華民國陸軍的各官科少尉
12. ↑  在各軍事學校或訓練所，晉升軍階
13. ↑  不含各樣加給、獎金、補助費等。

## 參看
- 大學儲備軍官訓練團（英语：Reserve Officers' Training Corps (Taiwan)）
- 美國預備役軍官訓練團

- 學軍軍官（英语：Reserve Officers' Training Corps (South Korea)）（大韓民國國軍）
- 菲律賓儲備軍官訓練團
- 白團
- 中華民國國軍
- 義務役
- 軍官
- 輔導長
- 少尉
- 下士
- 國防役
- 臺灣兵役制度

## 外部連結
- 國軍人才招募中心（页面存档备份，存于）